# Дюранд (Вісконсин)
Дюранд (англ. Durand) — місто (англ. city) в США, в окрузі Пепін штату Вісконсин. Населення — 1854 особи (2020).

## Географія
Дюранд розташований за координатами 44°37′20″ пн. ш. 91°57′31″ зх. д. / 44.62222° пн. ш. 91.95861° зх. д. (44.622254, -91.958690).  За даними Бюро перепису населення США в 2010 році місто мало площу 4,80 км², з яких 4,52 км² — суходіл та 0,27 км² — водойми. В 2017 році площа становила 4,51 км², з яких 4,51 км² — суходіл та 0,00 км² — водойми.

## Демографія
Згідно з переписом 2010 року, у місті мешкала 1931 особа в 838 домогосподарствах у складі 509 родин. Густота населення становила 403 особи/км².  Було 906 помешкань (189/км²).
Расовий склад населення:
| - 98,1 % — білих - 0,5 % — корінних американців - 0,2 % — чорних або афроамериканців - 0,1 % — вихідців з тихоокеанських островів - 0,1 % — азіатів |

До двох чи більше рас належало 0,8 %. Частка іспаномовних становила 0,8 % від усіх жителів.
За віковим діапазоном населення розподілялося таким чином: 22,5 % — особи молодші 18 років, 55,7 % — особи у віці 18—64 років, 21,8 % — особи у віці 65 років та старші. Медіана віку мешканця становила 44,2 року. На 100 осіб жіночої статі у місті припадало 91,0 чоловіків;  на 100 жінок у віці від 18 років та старших — 82,6 чоловіків також старших 18 років.
Середній дохід на одне домашнє господарство  становив 46 962 долари США (медіана — 40 689), а середній дохід на одну сім'ю — 59 692 долари (медіана — 51 667). Медіана доходів становила 44 474 долари для чоловіків та 34 038 доларів для жінок. За межею бідності перебувало 18,1 % осіб, у тому числі 29,0 % дітей у віці до 18 років та 9,6 % осіб у віці 65 років та старших.
Цивільне працевлаштоване населення становило 755 осіб. Основні галузі зайнятості: освіта, охорона здоров'я та соціальна допомога — 24,9 %, виробництво — 14,2 %, роздрібна торгівля — 12,2 %.